# Cerecinos de Campos
Cerecinos de Campos – gmina w Hiszpanii, w prowincji Zamora, w Kastylii i León, o powierzchni 28,58 km². W 2011 roku gmina liczyła 336 mieszkańców.